# Delminij
Delminij (lat. Delminium) je bilo utvrđeno sjedište ilirskoga plemena Delmata na jednoj od gradina (moguće Borčani-Lib) iznad Duvanjskoga polja. 
Zbog stalnih napada na susjedna plemena i gradove, te njihovih pritužbi Rimu, Rimski senat je 158. g. pr. Kr. uputio izaslanstvo koje je trebalo riješiti nesporazume, ali su ga Delmati odbili. Rim je zbog toga pod vodstvom Gaja Marcija Figula 156. g. pr. Kr. započeo osvajanje Delminija, a osvojio ga je Publije Kornelije Scipion Nazika 155. g. pr. Kr. Nakon primirja od skoro 40 godina ponovno ga, zbog nepoznata razloga, 118. g. pr. Kr. zauzima Lucije Cecilije Metel. U 1. stoljeću je postojao kao rimski municipij, vjerojatno na području današnjeg Tomislavgrada.
Delminij je bio sjedište biskupa (prvi spomen 591.), a u VI. stoljeću ondje je podignuta ranokršćanska bazilika. Razoren je oko 600. dolaskom Avara i Slavena. Arheološkim istraživanjima iz 1897. Carl Patsch je potvrdio ubikaciju Delminija.

## Vanjske poveznice
- Tobožnja delminijska biskupija, Ante Škegro